# Houssam El Kord
Houssam El Kord, né le 24 février 1993, est un escrimeur franco-marocain, représentant le Maroc (après avoir tiré pour la France dans les catégories de jeunes) et pratiquant l'épée, dont il est devenu champion d'Afrique en 2018.
Il est le frère de l'escrimeuse Camélia El Kord.

## Carrière

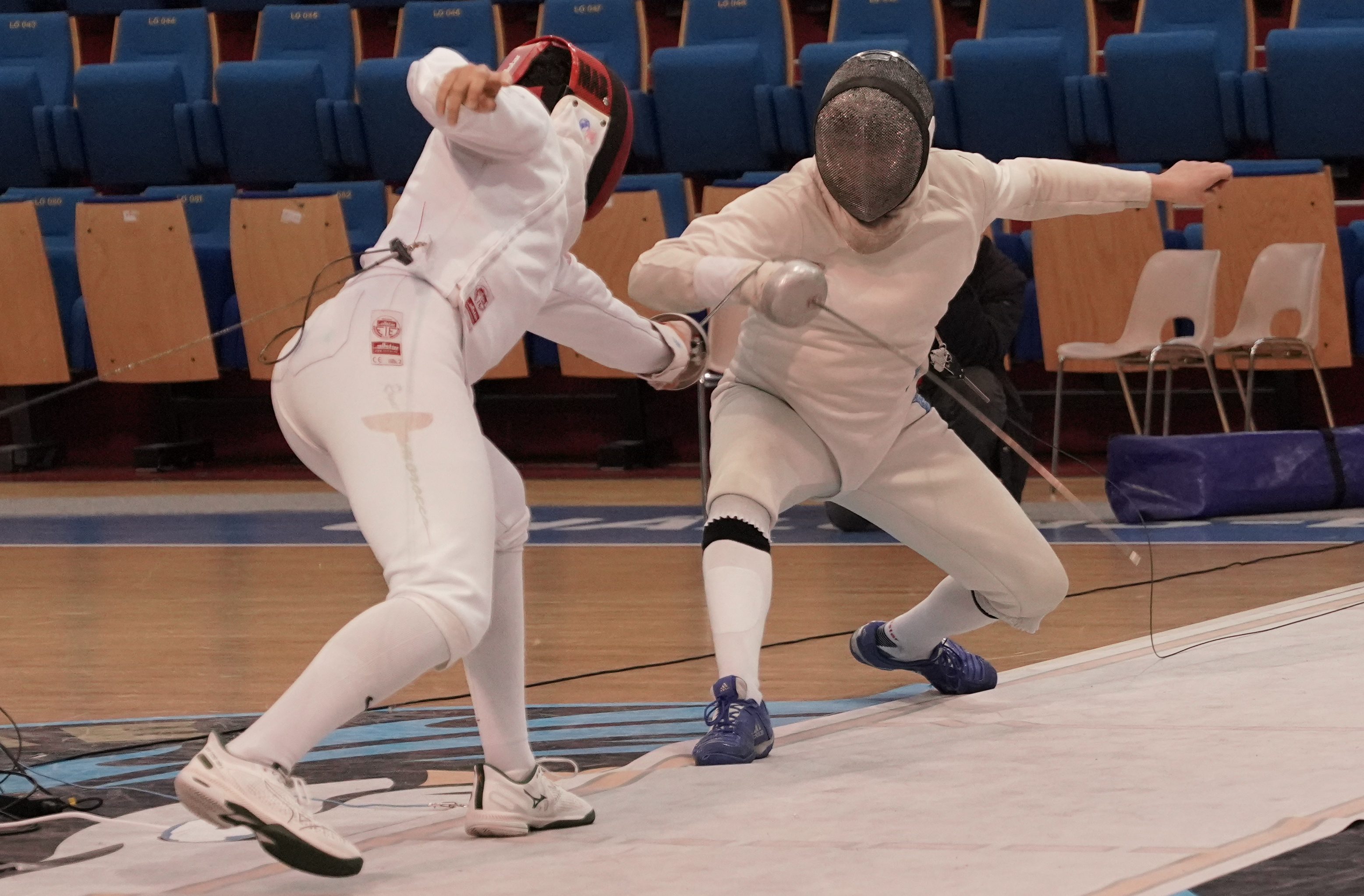
Tirant en finale, de dos, contre Gentile, trophée Daniel Bussy.

## Palmarès
- Championnats d'Afrique d'escrime
  -  Médaille d'or aux championnats d'Afrique d'escrime 2019 à Bamako
  -  Médaille d'or par équipes aux championnats d'Afrique d'escrime 2019 à Bamako
  -  Médaille d'or aux championnats d'Afrique d'escrime 2018 à Tunis
  -  Médaille d'argent par équipes aux championnats d'Afrique d'escrime 2017 au Caire
  -  Médaille d'argent par équipes aux championnats d'Afrique d'escrime 2022 à Casablanca
  -  Médaille d'argent par équipes aux championnats d'Afrique d'escrime 2023 au Caire
  -  Médaille d'argent aux championnats d'Afrique d'escrime 2024 à Casablanca

- Jeux africains
  -  Médaille d'or aux Jeux africains de 2019 à Rabat
  -  Médaille d'argent par équipes aux Jeux africains de 2019 à Rabat
- Jeux méditerranéens
  -  Médaille de bronze en épée individuelle aux Jeux méditerranéens de 2018 à Tarragone
- Championnats panarabes
  -  Médaille d’or aux Championnats panarabes 2014 à Casablanca

## Classement en fin de saison
| Année | 2013 | 2014 | 2015       | 2016       | 2017 | 2018 | 2019 | 2020 | 2021 | 2022 | 2023 | 2024 |
| ----- | ---- | ---- | ---------- | ---------- | ---- | ---- | ---- | ---- | ---- | ---- | ---- | ---- |
| Rang  | 284  | 923  | non-classé | non-classé | 100  | 34   | 30   | 19   | 13   | 19   | 45   | 21   |